# Пулло, Александр Павлович
Александр Павлович Пулло (1789 — после 1869) — генерал-майор (1839), в 1840 году был назначен начальником Левого фланга Кавказской укрепленной линии, основание которой положено в последней четверти XVIII века. Начальник штаба генерала П. Х. Граббе, воевавшего в Чечне.

## Биография
«Одесский грек по происхождению, выходец из мелкопоместной дворянской семьи».

### Характеристики личности Пулло
Вполне убежденный в непогрешимости этих взглядов, и слишком много полагавшийся на советы ближайшего местного начальника Чечни, генерала-майора Пулло; человека неглупого и опытного, но недостаточно разборчивого в средствах, генерал Граббе ещё более повредил делу установлением некоторым условий покорности чеченцев, вызвавшим их крайнее раздражение, тем более, что они приводились в жизнь во исполнение генералом Пулло, допустившим при этом если не вопиющие злоупотребления, как уверяли современники, и как само министерство было убеждено, то, по меньшей мере, грубую бестактность в отношениях к народу, привыкшему веками к необузданной свободе… — Зиссерман, А. Л.

Вину за ухудшение обстановки впоследствии стали возлагать на «крайне грубого, бесцеремонного и часто несправедливого» Пулло и его «драконовское правление». Но совершенно очевидно, что для Граббе Пулло стал козлом отпущения. Одесский грек по происхождению, выходец из мелкопоместной дворянской семьи, Пулло начал военную службу в 1805 г. и в 1834-м был назначен командующим Сунженской линией. Он считал, что покорение чеченцев «мирными способами невозможно, и применение оружия необходимо как единственное средство их усмирить» — Моше Гаммер

Объективности ради нужно сказать, что в эпоху покорения Северного Кавказа Российской империей обе стороны применяли самые бандитские методы борьбы с противником, в том числе набеги на вражеское селение с грабежами и убийствами мирных жителей. Достаточно вспомнить, что в первой половине XIX века грабительские рейды на территорию противника совершали не только разбойники-абреки вроде чеченца Бей-Булата, но и царские генералы… …В рапорте о своих действиях в Чечне генерал Пулло сообщал о проведении им «набегов… с истреблением населения… и взиманием аманатов» (то есть заложников. — В. Б.)В свою очередь, Шамиль широко пользовался услугами абреков. Его отряды не менее жестоко выжигали непокорные селения, уводя в плен их жителей (например, при сожжении в 1843 году с. Хунзах и разрушении в 1845 году с. Чох

### Служба на Кавказе
Будучи уже в чине генерал-майора, Пулло возглавил одно из важнейших направлений Кавказской укрепленной линии, обладая к тому времени большим военным опытом. Свою службу он начинал юнкером в 1805 году. В 1831 году был назначен командиром 39-го егерского полка, в рядах которого пребывал в чине подполковника с 1828 года. В 1834 году, после преобразования Отдельного Кавказского корпуса, командовал Куринским егерским полком.
Участвовал в карательных экспедициях против горцев. По документальным свидетельствам, обвинялся в «некоторых несправедливых и жестоких поступках с мирными
жителями — чеченцами». По данным «Актов, собранных Кавказской археографической комиссией» в 1840—1841 годах командовал всей бригадой войск (Т. X, с. XXIX).

#### Награды
16 декабря 1831 года награждён орденом Св. Георгия IV степени за выслугу 25 лет в офицерских чинах.

#### Карьера и операции в Чечне
- 1805 год — вступает на военную службу в армию Российской империи в чине юнкера.
- 1828 год — подполковник, служит в 39-м егерском полку
- 1831 год — командир 39-го егерского полка (с 1831),
- 1834 год — командир Куринского егерского полка (после преобразования Отдельного Кавказского корпуса)
- 28 января 1836 года — Истребление полковником Пулло аула Кошкельды.
- 29 января 1836 года — Бой между отрядами Пулло и Ташав-хаджи у с. Кошкельды. Отступление Пулло за Терек в ст. Щедринскую. Гибель Миндара, главного сподвижника Ташав-хаджи.
- 1836 г. августа 23 — Карательная экспедиция полковника Пулло в аулы на р. Яман-Су. Уничтожение аула Зандак. Отступление отряда Пулло под натиском Ташав-хаджи в крепость Внезапную.
- 1839 год — присвоение Александру Пулло звания генерала-майора.
  - декабрь — Карательная экспедиция генерала Пулло в чеченские аулы для поддержания русского управления.
- 1840 год — начальник Левого фланга Кавказской линии.
- январь 1840 года — Вторая экспедиция генерала Пулло в чеченские аулы для поддержания русского управления. Изъятие у чеченского населения оружия взамен денежных податей : 1 ружье с 10 домов. Взятие аманатов с каждого аула.
  - Разорение генералом Пулло аулов Гуржи-Мохк, Зандак-Ара, Гендерген.

## Семья
Жена — Александра Павловна Пулло (1803—03.03.1864), сопровождала мужа во всех его походах и расставалась с ним только на время военных действий. Была весьма заметной фигурой среди русских войск на Кавказе. По словам Е. Е. Лачинова, Александра Павловна Пулло была в Эривани, и в Карсе какое-то время единственной европейской женщиной, что производило среди местных жителей форменную сенсацию. «Жил Пулло очень хорошо, — писал мемуарист, — жена его была приветлива, мила, и всякий вечер у них собирались, играли на нескольких столах в вист, бостон и другие игры». Последние годы проживала с мужем в Москве в собственном доме во Власьевском переулке, где и умерла от воспаления. Похоронена на Ваганьковском кладбище.
Брат — Николай Павлович Пулло, пребывал также в чине генерал-майора 2-й бригады 20-й пехотной дивизии, но позже Александра, а именно, в 1855—1857 годах.